# 李海珍
李 海珍（イ・ヘジン、朝: 이해진、英: Lee Hae Jin、1967年6月22日 - ）は、韓国の実業家。韓国最大のインターネットサービス会社NAVERの創業者で元最高経営責任者である。

## 略歴
1967年6月22日、ソウル特別市で生まれる。父親は、サムスン生命保険の副社長を務めている。サムスン高校を経て、1990年にソウル大学校電子計算機工学科を卒業し、1992年に韓国科学技術院で修士号を取得。同年にサムスンSDSに入社した。
1999年6月2日、ネイバーコム（現 NAVER）を設立し、2003年12月まで最高経営責任者（CEO）を務めた。2004年には取締役会長兼最高戦略責任者（CSO）に就任し、NAVERやLINEの取締役会会長を務めた。
2018年、持株比率が低いこともありNAVERの取締役から退任。理由としては創業当時サムスンから出資されたこと、創業初期に投資誘致や企業買収のため行われた株式交換、そして株価が上がる度に李が自分の株式を売却してきたことなどが挙げられる。しかし経営から退いたことではなく、ネイバーのグローバル投資責任者（GIO）としてLINEを筆頭とする海外事業に専念している。
2021年3月1日、ZホールディングスとLINEの経営統合に伴いAホールディングスの取締役会会長に就任。